# 라숀 토마스

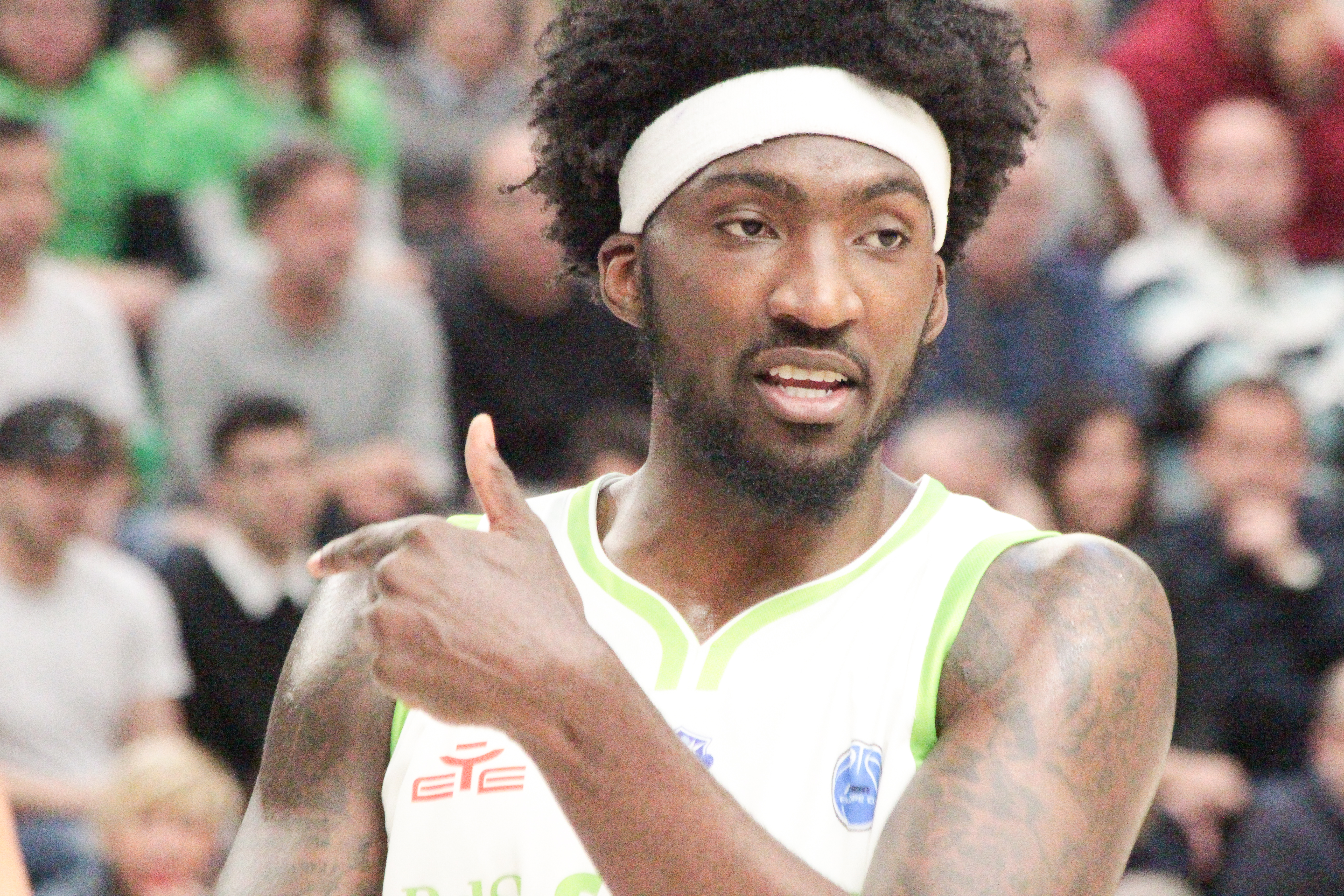

라숀 토마스(Rashawn Thomas, 본명: 라숀 샤킬 토마스, Rashawn Shaquille Thomas, 1994년 8월 15일 ~ )는 B.리그 센다이 에이티나이너스의 미국 프로 농구 선수이다. 텍사스 A&M-코퍼스 크리스티에서 대학 농구를 했다.

## 고등학교 경력
토머스는 오클라호마 주 오클라호마 시티에 있는 남동부 고등학교에 다녔다. 2013년에 오클라호마 올스테이트 선발 선수였다.

## 전체 경력
- 2017~2018: 오클라호마 시티 블루
- 2018-2019: 디나모 사사리
- 2019-2021: 파르티잔 베오그라드
- 2021~2022년: 울산 현대모비스 피버스
- 2022~2024: 센다이 에이티나이너스